# Мишљен (велики тепчија)
Мишљен (умро око 1330) је био српски велики тепчија.

## Биографија
Мишљен је служио српског краља Стефана Дечанског (1321-1331). Био је веома богат. Године 1330. имао је манастир посвећен Светим апостолима изграђен негде у источном Хуму. Обновио је цркву, донирао јој књиге, одежде, злато. За себе је изградио украшену гробницу. Ова црква налази се у месту Црквина, на шест километара удаљена од Горажда (данашња Босна и Херцеговина). Месецослов написан на захтев великог тепчије Обрада у време владавине краља Владислава (1234-1243) касније је дошао у посед Радославе, супруге великог тепчије. Вероватно је тај тепчија био Мишљен.